# Edmund Norcott
Edmund Norcott (* 1794 in Cork; † 3. Januar 1878 in Greenwich, Kent) war ein britischer Marineoffizier und zeitweise Gouverneur der britischen Kolonie Gambia.

## Leben
Norcott trat 1805 in die Royal Navy ein. Er wurde am 10. Februar 1815 zum Lieutenant und am 28. Juni 1838 zum Commander befördert.
Am 10. November 1843 wurde er Nachfolger von Henry Froude Seagram als Gouverneur von Gambia, der zuvor im Oktober 1843 an einer Fieberinfektion verstorben war. Als Gouverneur von Gambia repräsentierte er dort die britische Königin Victoria. Norcott war nur kurz im Amt. Am 15. März 1844 wurde seine Ernennung vom Kolonialminister Lord Stanley aufgehoben und im Mai 1844 Charles Fitzgerald als sein Nachfolger ernannt, der im Dezember 1844 schließlich in Gambia eintraf.
Spätestens 1846 wurde er zum Captain befördert und am 18. Mai 1870 schied er schließlich aus der Royal Navy aus.